# 王敬宝
王敬宝（？—556年7月9日），自称是太原郡晋阳县（今山西省太原市）人，北魏、东魏、北齐官员。

## 生平
王敬宝年轻时历任显要的职位，武定年间官至司徒属，当时司徒左府有阳平人吴宾为了乱认继嗣的事，申诉很久。司徒长史王昕、司徒郎中郑凭、司徒掾卢斐、司徒属王敬宝等人穷究他的诉讼，从头到尾经过数年，审讯拷问不得实情。司徒娄昭交付司徒右长史崔昂推究审问，当天就追查到根源，得到实情。娄昭感叹的说：“左府都官几人，不如右府一个长史。”王敬宝后出任东广州刺史，天保五年（554年）二月，南梁将军严超达等人的军队逼近泾州，陈霸先率领部队进攻广陵郡，王敬宝派遣使者向六州大都督段韶告急，当时又有尹思令的部属一万多人谋划袭击盱眙。段韶亲自率领步兵骑兵数千人兼程赶到泾州，经过盱眙，尹思令望风而逃，段韶又与严超达交战，大败梁军。段韶对将士们说：“江南人轻率躁进，没有长远计谋，如今严超达被击败，陈霸先必定逃走。”段韶回军赶赴广陵郡，陈霸先果然撤退。
萧渊明被陈霸先废除皇位后，齐文宣帝高洋谴责陈霸先。命令仪同萧轨与李希光、东方老、裴英起、王敬宝等人，率领厍狄伏连、尧难宗、东广州刺史独孤辟恶、洛州刺史李希光，与任约、徐嗣徽等人，统帅十万军队前往讨伐。天保七年三月戊戌（556年4月18日），齐军从栅口出兵渡过长江，向梁山进发，讨伐南梁。南梁帐内荡主黄丛迎击，将齐军击败，烧掉齐军前锋战船，齐军退守驻扎在芜湖。北齐的五位主将名位相同，裴英起以侍中的身份出任军司，萧轨与李希光都出任都督，军中行对等的礼，互不统御，各自争着说自己的谋略计划，一有行动必定产生矛盾。齐军驻扎在丹阳城下，碰上连绵阴雨五十多天，等到与南梁军队交战，齐军的兵器都不能使用。天保七年五月丙申（556年6月15日），齐军攻至秣陵故城。五月辛丑（556年6月20日），齐军于秣陵故城横跨淮河修筑桥梁，引渡兵马。五月癸卯（556年6月22日），齐军从方山行进到儿塘，巡逻突击的骑兵到了台省。六月甲辰（556年6月23日），齐军暗中进军到钟山的龙尾，南梁南徐州刺史侯安都与王敬宝在龙尾交战，侯安都派遣堂弟侯晓、军主张纂进攻王敬宝的阵地，侯晓受伤落马，张纂战死。六月丁未（556年6月26日），又进军到莫府山。陈霸先派遣钱明率领水军从江乘出发，在途中袭击北齐的粮食运输，缴获了全部的粮食。齐军闹起饥荒，杀死马驴来吃。六月壬子（556年7月1日），齐军前进到玄武湖西北莫府山南，将要占据北郊坛。梁军从覆舟向东转移，驻扎在郊坛北面，与齐军对峙。当夜，大雨雷电，暴风拔起树木，平地涨起一丈多高的水。齐军日夜坐立在泥水中，悬着锅做饭，脚趾都溃烂了。台省和潮沟以北，大水退去道路干燥，梁军感觉略微舒服一些。六月甲寅（556年7月3日），天逐渐转晴，当时梁军的粮食已经吃光，调集市人的粮食供应军队，都是麦屑为饭，用荷叶包裹分给士兵，间杂有麦饼，士兵都感到困乏。恰逢陈霸先的侄子陈蒨派人送来米三千石，鸭一千头，陈霸先当即命令烧饭煮鸭，发誓决一死战。梁军士兵只带防身的兵器，计算粮食和肉，让每个士兵带上用荷叶裹饭，夹杂鸭肉，陈霸先命令各路军队饱餐一顿。六月乙卯（556年7月4日），陈霸先率领梁军在钟山以西进攻齐军，齐军大败，北兖州刺史杜方庆、徐嗣徽和弟弟徐嗣宗都被斩首，徐嗣彦、萧轨、东方老、王敬宝、李希光、裴英起、王僧智、刘归义等四十六名将帅都被俘虏，北齐将士能逃到长江边的扎竹筏渡江，到长江中流而沉溺，尸体漂流到京口满岸都是，北齐将士返回的只有十分之二到十分之三。之前童谣说：“虏万夫，入五湖，城南酒家使虏奴。”东晋、刘宋以后，滞留在北魏境内长江、淮河以北的人，南方人把他们都称为虏。梁军此战中士兵用得到的俘虏去换酒，一名俘虏只能换一醉而已。六月庚申（556年7月9日），王敬宝等人都被处死。

## 家庭

### 曾祖
- 王次多，后秦并秦二州刺史、北平公[3]

### 祖父
- 王惠，北魏文成帝时内行内小、槃阳镇将、北平公[3]

### 兄弟
- 王则，东魏征南将军、金紫光禄大夫、徐州刺史、太原烈懿伯